# Опівнічний експрес
«Опівні́чний експре́с» (англ. Midnight express) — кримінальна драма, в основу якої покладено реальні події з життя громадянина США Біллі Гейса.

## Сюжет
6 жовтня 1970 року під час посадки на міжнародний літак громадянин США Біллі Гейс (Бред Девіс) був затриманий у стамбульському аеропорту під час спроби вивезення з Туреччини двох кілограмів гашишу, наркотик був прив'язаний до його тіла. Під час співпраці з владою у встановленні особи-продавця наркотиків Гейс робить повторну спробу втекти, але поліція знову затримує його. Через це у нього починаються справжні неприємності: героя засуджено до чотирьох років ув'язнення за зберігання наркотиків. 
Біллі Гейс потрапляє до стамбульської в'язниці, керівник якої, охоронець Хаміду, має яскраво виражені схильності до садизму та отримує задоволення від духовних та фізичних тортур, яких він завдає ув'язненим з будь-якої причини. Біллі Гейс робить спробу потоваришувати з іншими ув'язненими, серед яких американець Джиммі Бут, що відбуває покарання за крадіжку двох підсвічників із церкви. У результаті Біллі Гейс стає перед вибором: або дати в'язниці вбити його, або спробувати відновити контроль над своїм життям за допомогою будь-яких доступних засобів, у тому числі й втечі.

## Ролі виконують
- Бред Девіс — Біллі Гейс
- Ірен Міракл — Сьюзен
- Бо Гопкінс — Текс
- Паоло Боначеллі — Ріфкі
- Пол Л. Сміт — Хаміду
- Ренді Куейд — Джиммі Бут
- Норберт Вейссер — Ерік
- Джон Герт — Макс
- Майк Келлін — містер Гейс
- Франко Діогене — Єсиль
- Майкл Інсайн — Стенлі Деніелс
- Гігі Баліста — головуючий суддя
- Геворк Малікян — прокурор
- Пітер Джеффрі — Ахмет
- Джо Замміт Кордіна — офіцер митниці аеропорту

## Цікаві факти
- Під час зйомок сцени в аеропорту митник нібито говорить турецькою мовою. Але насправді актор говорив мальтійською через те, що забув свій текст турецькою.
- Дія фільму відбувається у 1970 році. Під час перегляду сцени, де Біллі Гейс відвідує туалет в аеропорту, щоб вмитися, можна побачити на стіні фотознімок Босфорського мосту. Насправді цей міст був побудований у 1973 році.
- Під час зйомок фільму була допущена помилка — у ньому неправильно зображено мусульманську молитву: якщо молиться більш як двоє осіб, то за правилами обов'язково має бути лідер.
- У фільмі декілька турецьких чоловіків носять фески, однак насправді у Туреччині їх одягають дуже рідко починаючи з 1925 року, коли засновник Турецької республіки Кемаль Ататюрк скасував їх у процесі «вестернізації» країни.[1]
- Під час рекламування кінострічки у житті Бреда Девіса мали місце проблеми з наркотиками.
- На роль Біллі Гейса претендували також Джон Траволта та Річард Гір.
- Зйомки кінофільму були перенесені на Мальту внаслідок отримання заборони на їх проведення від влади Туреччини.
- Каспар Волш, колишній кримінальник, журналіст і автор кримінальних мемуарів, у 2010 році вписав «Опівнічний експрес» до 10-ки найкращих кримінальних фільмів.[2]

## Відгуки
Сергій Кудрявцев у книзі «3500 кинорецензий» зазначає, що у розумінні режисера Алана Паркера в'язниця — це цілий апарат підкорення людини, механізм перетворення її на «покірну тварину», яку «видресувано жорсткими порядками адміністрації та безжальністю інших в'язнів». А образ експреса автор трактує як «прорив за межі, звільнення з-під давлячого пресу». На думку Кудрявцева, ідея фільму полягає в тому, що навіть злочинець має право на покарання, що відповідає скоєному злочину, але разом з тим не повинен зазнавати емоційної та духовної неволі.

## Нагороди
Премія «Оскар» за 1978 рік:
- Премія «Оскар» за найкращий адаптований сценарій (Олівер Стоун)
- Премія «Оскар» за найкращу музику до фільму (Джорджо Мородер)

Премія «Золотий глобус» за 1978 рік:
- Премія «Золотий глобус» за найкращий фільм — драма (Алан Паркер)

Премія БАФТА у кіно за 1979 рік:
- Премія БАФТА за найкращий фільм (Алан Паркер)
- Премія БАФТА за найкращий монтаж
- Премія БАФТА за найкращу чоловічу роль другого плану (кіно) (Джон Герт)